# Red (pjesma Taylor Swift)
"Red" je pjesma američka kantautorice Taylor Swift, s njenog četvrtog studijskog albuma Red (2012). Objavio ju je 2. listopada 2012. u Sjedinjenim Američkim Državama Big Machine Records kao drugi promotivni singl Reda i na kraju je bila peti službeni singl albuma 21. lipnja 2013. Glazbeno, "Red" je country pjesma, a njezini tekstovi koriste boje i metafore za opisivanje intenzivnog i burnog odnosa.
Pjesma je dobila odlične kritike glazbenih kritičara, koji su pohvalili njene stihove, ali su bili ambivalentni u odnosu na njen sastav. 

## O pjesmi i glazbenom spotu
Pjesma pronalazi Swift kako se igra s idejom boja u odnosu na njezine emocije o vezi. Prije sviranja pjesme, Swift je objasnila njezino značenje: "Napisala sam ovu pjesmu o činjenici da je neke stvari teško zaboraviti", rekla je, "jer su emocije koje su s njima bile tako intenzivne i za mene je intenzivna emocija crvena „. Swift je objasnila da je ovu pjesmu odlučila nazvati njezinim naslovom albuma, a njezini tekstovi obuhvaćaju cijelu temu albuma. 

## Ljestvice
| Ljestvice                  | Najviša pozicija |
| -------------------------- | ---------------- |
| Australija                 | 30               |
| Europa                     | 8                |
| Irska                      | 25               |
| Kanada                     | 5                |
| Sjedinjene Američke Države | 2                |
| Ujedinjeno Kraljevstvo     | 26               |